# Komitet Medalu Katyńskiego

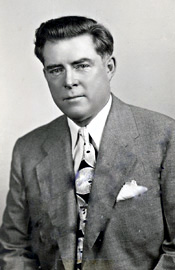
Kongresmen Ray J. Madden, jeden z członków Komitetu

Komitet Medalu Katyńskiego (ang. Katyn Medal Committee) – amerykańska organizacja społeczna utworzona w 1977 roku przez grupę znanych osobistości życia publicznego Stanów Zjednoczonych w celu propagowania wiedzy o sowieckiej odpowiedzialności za zbrodnię katyńską poprzez emisję specjalnego medalu okolicznościowego, tzw. Medalu Katyńskiego (ang. Katyn Medal), zaprojektowanego przez polskiego artystę rzeźbiarza Stanisława Szukalskiego.
Komitet Medalu Katyńskiego powstał z inicjatywy Krzysztofa Munnicha, który ustalił detale medalu z jego autorem, Stanisławem Szukalskim. Następnie zajął się zamówieniem medali w mennicy, ich rozpowszechnieniem i dystrybucją.

## Skład i działalność Komitetu

### Skład
W skład Komitetu Medalu Katyńskiego, powołanego w maju 1977 roku, weszły następujące osoby:
- Daniel J. Flood – amerykański kongresmen, w latach 1951–1952 członek Specjalnej Komisji Śledczej Kongresu Stanów Zjednoczonych do Zbadania Zbrodni Katyńskiej (tzw. Komisji Maddena)
- Ray J. Madden – amerykański kongresmen, w latach 1951–1952 przewodniczący Specjalnej Komisji Śledczej Kongresu Stanów Zjednoczonych do Zbadania Zbrodni Katyńskiej
- Tadeusz Maj – przewodniczący Rady Skrzydeł Stowarzyszenia Lotników Polskich w USA
- Alojzy Mazewski – prezes Kongresu Polonii Amerykańskiej
- Krzysztof M. Munnich – architekt i urbanista
- Franciszek J. Proch – naczelny dyrektor Polish American Immigration and Relief Committee (PAIRC)
- Roman C. Pucinski – amerykański kongresmen, w latach 1951–1952 główny śledczy Specjalnej Komisji Śledczej Kongresu Stanów Zjednoczonych do Zbadania Zbrodni Katyńskiej
- Bohdan de Rosset – wiceprezes Polish Assistance Inc.
- Ryszard Rudnicki – komendant główny Stowarzyszenia Weteranów Armii Polskiej w Ameryce

### Działalność
Siedziba Komitetu Medalu Katyńskiego mieściła się w Springfield w stanie Massachusetts; inicjatywa wzbudziła zainteresowanie w Republice Federalnej Niemiec. Dystrybucja medalu odbywała się drogą sprzedaży wysyłkowej; w Stanach Zjednoczonych medal wybity z brązu kosztował 17,75 USD, a medal wybity ze srebra 49,75 USD; w Republice Federalnej Niemiec odpowiednio 32 DEM i 125 DEM. W 1977 roku Komitet kolportował w środowiskach polonijnych ulotkę reklamującą Medal Katyński, która informowała, że cenę medalu obliczono w taki sposób, by pokryć koszty produkcji i wysyłki; ewentualne nadwyżki miały zostać użyte w celu wybicia dodatkowych medali i przekazania ich muzeom i instytucjom, by maksymalnie rozpowszechnić informacje o zbrodni katyńskiej. Medal opatrzono napisami w języku angielskim w celu propagowania wiedzy o zbrodni katyńskiej wśród osób nieznających języka polskiego.
Medal był rozpowszechniany m.in. w Stanach Zjednoczonych, Francji i Niemczech Zachodnich. Działalność Komitetu Medalu Katyńskiego jest odnotowywana przez historyków zajmujących się problematyką zbrodni katyńskiej jako jedna z form upowszechniania wiedzy o zbrodni katyńskiej na forum międzynarodowym.

## Medal Katyński wydany przez Komitet
Medal Katyński, o średnicy 63 milimetrów, wybijano z brązu i srebra, a na specjalne życzenie również ze złota. Jest on wymieniany w opracowaniach poświęconych twórczości medalierskiej Stanisława Szukalskiego i bywa wykorzystywany jako element graficzny.

### Awers

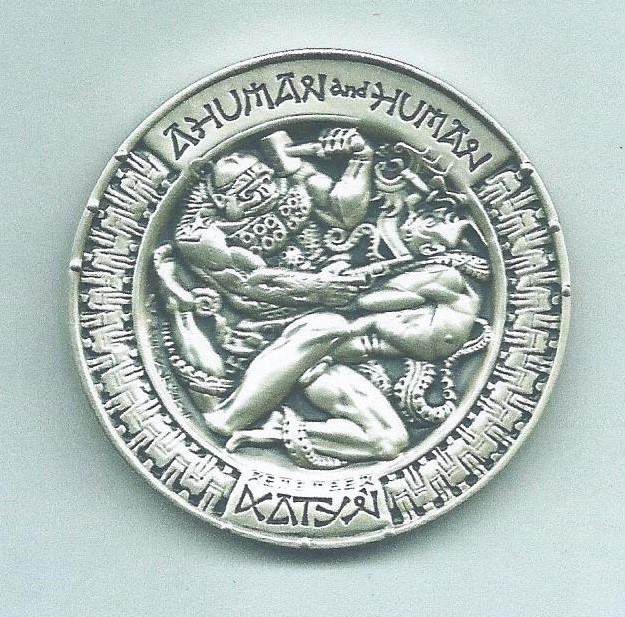
Awers Medalu Katyńskiego.

Na awersie znajduje się postać funkcjonariusza sowieckiego NKWD zabijającego bezbronną polską ofiarę i oplatającego ją mackami. Morderca, o cechach zwierzęcych, trzyma w prawej ręce nagan, a w lewej ręce młot z napisem CCCP. Na związanych rękach ofiary znajduje się swastyka, symbolizująca przymierze sowiecko-niemieckie. W otoku umieszczono napis w języku angielskim: AHUMAN AND HUMAN („Nieludzkie i Ludzkie”), a u dołu napis: REMEMBER KATYN („Pamiętaj Katyń”).

### Rewers

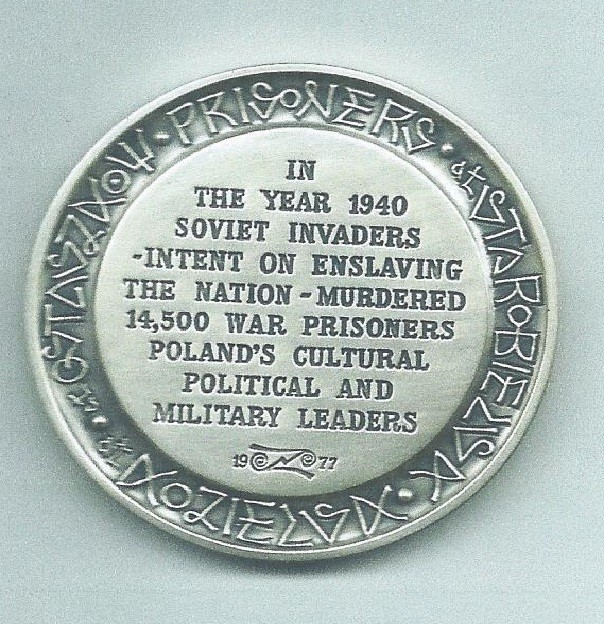
Rewers Medalu Katyńskiego.

W centralnej części rewersu znajduje się data 1977 oraz napis w języku angielskim w 9 wierszach:
IN THE YEAR 1940 SOVIET INVADERS – INTENT ON ENSLAVING THE NATION – MURDERED 14.500 WAR PRISONERS POLAND’S CULTURAL POLITICAL AND MILITARY LEADERS
(W 1940 roku sowieccy najeźdźcy – zamierzając zniewolić naród – zamordowali 14 500 jeńców wojennych, polską elitę kulturalną, polityczną i wojskową)
W otoku rewersu umieszczono nazwy obozów NKWD, gdzie przebywali w niewoli radzieckiej polscy jeńcy wojenni:
STAROBIELSK, KOZIELSK, OSTASZKOW

### Rant
Na rancie medali wybitych z brązu znajduje się napis: C. MEDALLIC ART. Co. DANBURY. CT. BRONZE, a na medalach wybitych ze srebra napis: C. MEDALLIC ART. Co. DANBURY. 999 FINE SILVER.